# غريوان (ألاداغ)
غریوان (بالفارسية: گریوان) هي قرية تقع في إيران في قسم ألاداغ الريفي. يقدر عدد سكانها بـ 2,204 نسمة .